# Peter Gabor
Peter Gabor (* 19. April 1940) ist ein ehemaliger deutscher Fußballschiedsrichter.
Der Berliner Peter Gabor leitete zwischen 1969 und 1988 insgesamt 158 Spiele der Bundesliga. 1987 leitete er das Endspiel des DFB-Pokals zwischen dem Hamburger SV und den Stuttgarter Kickers.
Im Anschluss an seine aktive Karriere wurde er Schiedsrichterbeobachter. Außerdem erstellte er bis Mai 2008 in der Schiedsrichter-Zeitung des Deutschen Fußball-Bundes die Rubrik Regelfragen und ist daher auch jungen Schiedsrichtern ein Begriff.